# پردازش هیوریستیک و سیستماتیک
مدل پردازش هیوریستیک و سیستماتیک (به انگلیسی: Heuristic-Systematic Model of Information Processing) یکی از نظریه‌ های دو-فرایندی در زمینهٔ متقاعدسازی است که شِلی چِیکِن (Shelly Chaiken) آن را ارائه داده‌است. طبق این نظریه، تغییر نگرش را می‌توان با دو نوع فرایند مختلف از پردازش اطلاعات به وجود آورد؛ پردازش هیوریستیک، و پردازش سیستماتیک. در پردازش سیستماتیک، فرد به محتوای پیام دقت می‌کند و به آن زیاد فکر می‌کند. این نوع پردازش به احتمال بیشتر، زمانی مورد استفاده قرار می‌گیرد که پیام‌ها، اهمیت یا مناسبت شخصی برای فرد گیرندهٔ پیام دارند، هنگامی که فرد، از قبل، نگرش‌هایی قوی نسبت به موضوع پیام دارد، و هنگامی که فرد بشدت نیاز دارد که فعالیت ذهنی انجام دهد.
در پردازش هیوریستیک به تلاش ذهنی و توجه نسبتاً اندکی نیاز دارد. افرادی که به یک پیام ترغیب‌کننده زیاد علاقه‌مند نیستند (یا در بارهٔ آن زیاد اطلاعات ندارند)، از هیوریستیک‌ ها (میانبُرهای ذهنی) ساده استفاده می‌کنند (مثلاً «آمار که دروغ نمی‌گویند»، «هر چه باشد طرف متخصص است»، یا «آدم‌هایی مثل من همیشه حق دارند یا حرف صحیح را می‌زنند»).

## رابطهٔ بین پردازش هیوریستیک و سیستماتیک در درون نظریهٔ هیوریستیک-سیستماتیک
وقتی که یک پیام مبهم است، گیرندگان پیام معمولاً به پردازش هیوریستیک می‌پردازند. این پردازش هیوریستیک ممکن است روی پردازش سیستماتیک بعدی، تأثیر بگذارد، و نگرش‌هایی ایجاد کند که با معانی و مفاهیم حاصل از پردازش هیوریستیک اولیه، مطابقت داشته باشند.